# Нарынкол
Нарынко́л (каз. Нарынқол) — село, административный центр Райымбекского района Алматинской области Казахстана. Административный центр Нарынкольского сельского округа. Находится вблизи границы с Китаем, примерно в 82 км к востоку-юго-востоку (ESE) от села Кеген на высоте 1801 метра над уровнем моря. Код КАТО — 195855100.

## История
2 апреля 2018 года административный центр Райымбекского района был возвращён в село Нарынкол.

## Население
В 1999 году население села составляло 8816 человек (4371 мужчина и 4445 женщин). По данным переписи 2009 года в селе проживало 7731 человек (3806 мужчин и 3925 женщин).
По данным на 1 января 2019 года население села составляло 7040 человек (3617 мужчин и 3423 женщины).

## Известные уроженцы, жители
В Нарынколе после демобилизации работал инкассатором фронтовик Айтымбай Молдабеков (1924-2001), будущий художник-живописец.

## Топографические карты
- Лист карты K-44-41 Нарынкол. Масштаб: 1 : 100 000. Издание 1974 г.